# Ogoun

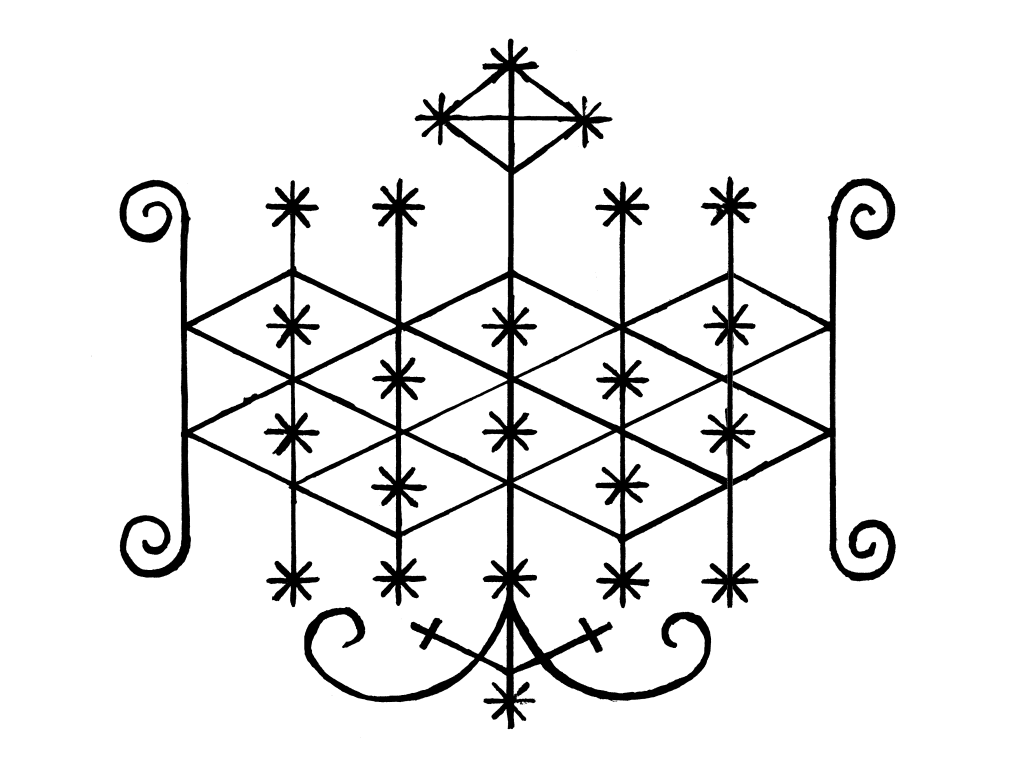
Symbol kultowy veve Ogouna

Ogoun, Ogun – bóg wojny w panteonie religii voodoo i candomblé. Jest panem ognia, krwi, żelaza i polityki. Patronuje kowalom, cywilizacji i technologii. Jego żoną jest bogini miłości Erzulie. Jego atrybutem jest szabla lub maczeta.
Ulubionymi ofiarami są: pieczona wieprzowina, rum i tytoń. Czasami czczony pod postacią św. Jakuba Starszego. Zalicza się go zarówno do Rada Loa jak Petro Loa.
Ten bardzo męski bóg ma aspekt zwany Ougun Deux Manières (Ogoun Dwoisty), w którym jest hermafrodytą i biseksualistą.
W wierzeniach Jorubów (Nigeria) Ogun to bóg żelaza, boski rzemieślnik i kowal. Jest także traktowany jako patron myśliwych i wojowników. W niebie posiada kuźnię, w której wykuwa pioruny dla Szango.